# Robert Estienne
Robert Estienne, znany także jako Robert Stefanus (łac. Stephanus) (ur. 1503 w Paryżu; zm. 7 września 1559 w Genewie) – XVI-wieczny drukarz paryski, leksykograf, od 1552 r. działający w Genewie. Początkowo był katolikiem, później został protestantem. Jako pierwszy wydrukował Biblię z tekstem podzielonym na rozdziały i wersety.
Już od najwcześniejszych lat miał kontakt ze starożytnymi językami, drukarzem został dzięki Simonowi de Colines, który poślubił jego matkę po śmierci ojca.
Miał trzech synów, Henryka, Roberta i François. Wszyscy zajmowali się drukarstwem.